# Das Schloss des Cagliostro
Das Schloss des Cagliostro (jap. ルパン三世 カリオストロの城, Rupan Sansei: Kariosutoro no Shiro) ist ein Anime-Film aus dem Jahr 1979, der auf der Manga-Serie Lupin III von Monkey Punch basiert. Der Film war die erste Kino-Regiearbeit von Hayao Miyazaki, der später mit den Filmen des Studio Ghibli internationale Bekanntheit erlangte und zudem auch für das Drehbuch mitverantwortlich zeichnete.
Die Geschichte erzählt vom Dieb Lupin III, der in das winzige europäische Fürstentum Cagliostro reist. Dort hilft er der Prinzessin gegen den auf den Thron versessenen Grafen und deckt dabei dessen Geldfälscherwerkstatt auf. In Deutschland erschien der Film auch unter den Titeln Die Jäger des Cagliostro (Kino), Hardyman räumt auf (VHS) und Hardyman schafft alle – Freiheit für Prinzessin Yasmin (TV).

## Handlung
Beim Raubüberfall auf ein Casino erbeutet Lupin eine Unmenge an Falschgeld, die ihn auf die Spur einer Geldfälscherbande im kleinsten Staat der Welt bringt: Cagliostro. Bei der Ankunft werden er und sein Komplize, der Revolverheld Daisuke Jigen, Zeuge, wie eine junge Frau verfolgt wird, und helfen ihr. Sie wird von den Männern trotzdem gefangen, doch Lupin erhält von ihr einen Siegelring. Der entpuppt sich als der Ring der Prinzessin Clarissa, die bald den Grafen Cagliostro heiraten soll. Der regiert über das Land, seit der Fürst und dessen Familie vor Jahren bei einem Brand ums Leben kamen, den nur Clarissa überlebte. Mit der Heirat will der Graf endlich der legitime Herrscher werden und die beiden Familien Cagliostro nach Jahrhunderten wieder vereinen. Er ist es auch, der in den Tiefen seines Schlosses Banknoten aus aller Herren Länder fälschen lässt. Doch der für den Grafen noch wichtigere Siegelring fehlt, weswegen er seine Schergen nach Lupin aussendet. Währenddessen kommt auch Interpol-Inspektor Zenigata nach Cagliostro, weil er von Lupins Ankunft erfahren hat.
Lupin will die Prinzessin befreien. Er bricht in das Schloss des Grafen ein und gelangt bis in den hohen Turm, in dem sie gefangen gehalten wird. Auf dem Weg dorthin trifft er auf Fujiko Mine, die sich als Dienerin Zutritt zum Schloss verschaffte und es ebenfalls auf die Schätze hier abgesehen hat. Doch nachdem Lupin Clarissa hat Hoffnungen machen können, sie zu befreien, wird er vom Grafen gestellt und in den Kerker befördert. Dort trifft er auf Zenigata, der auf Betreiben des Grafen von Interpol abberufen wurde. Dem wollte er aber nicht Folge leisten, sodass der Graf auch ihn im Kerker verschwinden lassen will, um seine Geheimnisse zu schützen. Die beiden schließen einen Waffenstillstand und verbünden sich, um fliehen und dem Grafen das Handwerk legen zu können. Im Kerker erkennen sie, dass die Familie Cagliostro ihre Verbrechen schon seit Jahrhunderten begeht und ihre Feinde hier verschwinden lässt. Sie tricksen die Schergen und deren Anführer Jodo aus und gelangen in die Geldfälscherwerkstatt. Sie setzen sie in Brand und stiften Chaos im Schloss, um Clarissa zu befreien. Trotz der Unterstützung Fujikos sowie Jigens und des Samurai Goemon von außerhalb des Schlosses misslingt die Befreiung und Lupin kann nur knapp und schwer verletzt fliehen. Zenigata kann trotz der gesammelten Beweise nichts gegen den Grafen ausrichten, da Interpol diplomatische Verwicklungen fürchtet.
Zur Hochzeit fünf Tage später rafft Lupin sich wieder auf. Er hat sich erinnert, dass er viele Jahre zuvor als junger Dieb bereits in Cagliostro war und damals schon die Bekanntschaft der Prinzessin gemacht hat. Nun will er ihre Rettung endlich zu Ende bringen. Mit der Hilfe seiner Freunde und Zenigata kann er die Hochzeit sprengen und die Verbrechen des Grafen vor aller Welt öffentlich machen. Es kommt zur Verfolgungsjagd, als der Graf mit seinen Schergen Lupin und Clarissa nacheilt – vor allem wegen des Rings, der zusammen mit seinem einen Schatz offenbaren soll. Die Jagd endet im Uhrturm am See, wo es dem Grafen schließlich gelingt, beide Ringe in die geheimen Fassungen zu setzen und zu aktivieren. Doch der Turm stürzt mit ihm ein und offenbart dabei den eigentlichen Schatz des Landes: die Reste einer antiken Stadt, die auf dem Grund des Sees verborgen waren. Lupin lässt die nun freie Prinzessin mit dem Schatz und ihrem Land zurück und begibt sich mit seinen Freunden wieder auf Reisen. Fujiko Mine macht sich mit den Druckplatten aus der Fälscherwerkstatt davon.

## Entstehung

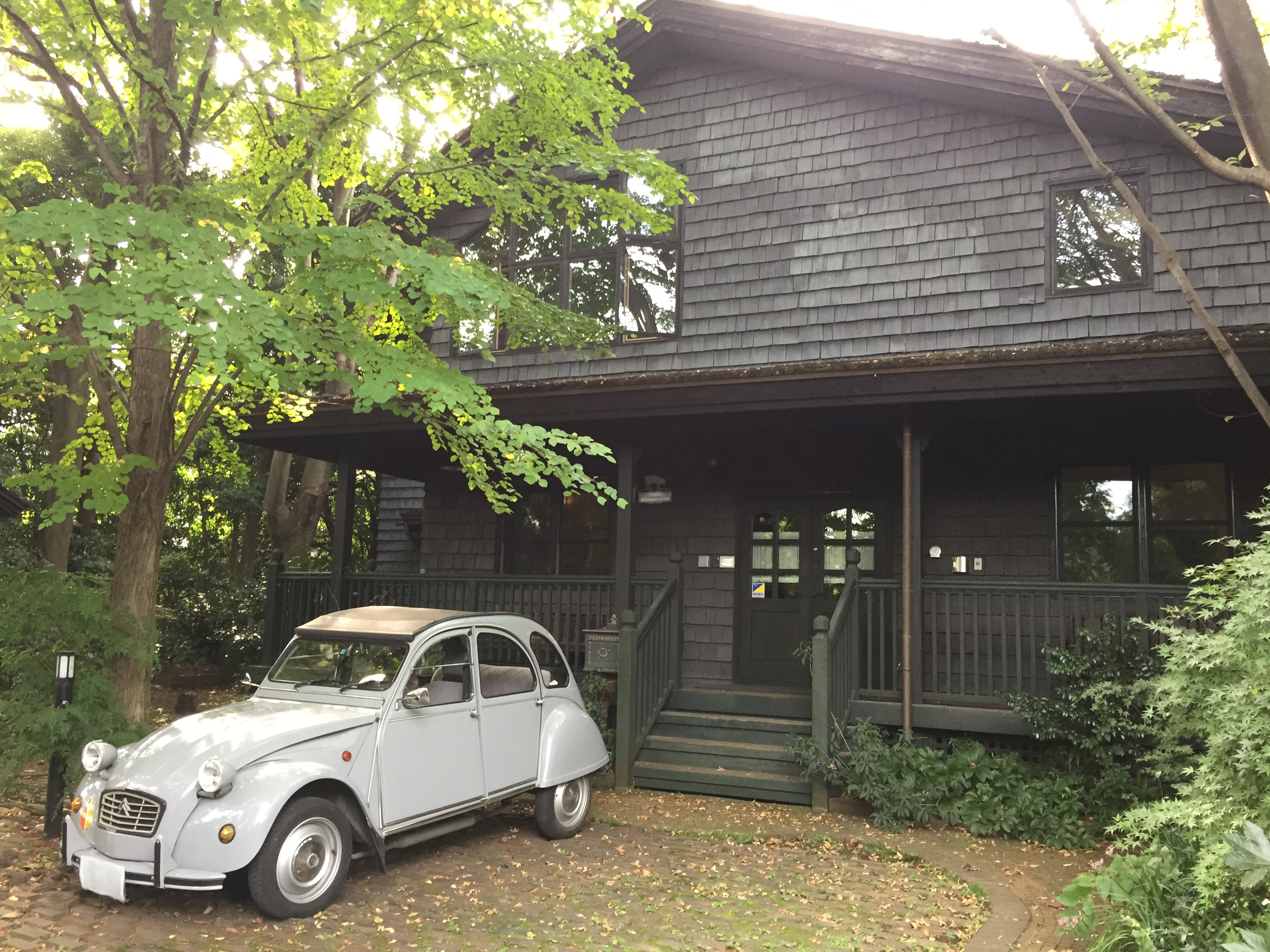
Der Citroën 2CV Miyazakis vor dessen Atelier

Das Schloss des Cagliostro ist der zweite in einer Reihe von Kinofilmen über Lupin III – der Enkel des von Maurice Leblanc erdachten Arsène Lupin – aus der gleichnamigen Manga-Serie von Monkey Punch. Zuvor entstanden bereits zwei Adaptionen des Mangas als Animeserie für das japanische Fernsehen, die zweite dieser Serien lief bei Cagliostros Premiere noch. 1978 kam mit Lupin Sansei: Lupin vs Fukusei Ningen der erste Kinofilm zu Lupin heraus. Die Produktion entstand im Auftrag von Tōhō beim Studio Tokyo Movie Shinsha. Die Vorbereitungen begannen im Mai 1979, im Juli startete die Animationsarbeit und im November des gleichen Jahres war der Film fertiggestellt.
Der Film entstand unter der Regie und nach einem Drehbuch von Hayao Miyazaki. Es war die erste Regie- und Drehbucharbeit für einen Kinofilm des später mit Studio Ghibli erfolgreichen Miyazaki. Am Schreiben des Drehbuchs war auch Haruya Yamazaki beteiligt. Darüber hinaus entwarf Miyazaki Designs für die Szenen und erarbeitete das Storyboard. Er war mit dem Stoff bereits vertraut, da er 1971 und 1972 bei einigen Folgen der Lupin-III-Fernsehserie Regie führte. Bereits vor Fertigstellung des Drehbuchs hatte er Abbildungen der Schauplätze aus Vogelperspektive als Grundlage für die weitere Arbeit angefertigt. Während das Drehbuch ohne Änderungen angenommen wurde, musste am in vier Teilen entstandenen Storyboard am Ende gekürzt werden, um die geplante Laufzeit nicht zu überschreiten. Bei Beginn der Animationsarbeiten war nur der erste Teil fertiggestellt, sodass Miyazaki die weitere Arbeit am Storyboard parallel zur Animation durchführte.
Das Charakterdesign entwarf Yasuo Otsuka, der auch die Animationsarbeiten leitete, gemeinsam mit Miyazaki. Otsukas Auto, ein Fiat 500, wird auch von Lupin und seinen Freunden im Film gefahren. Die Prinzessin wiederum flieht zu Beginn in einem Citroën 2CV, wie ihn Miyazaki eine Zeit lang fuhr. Die künstlerische Leitung lag bei Shichirō Kobayashi. Für die von ihm gestalteten Hintergründe, die teils auf die Entwürfe Miyazakis zurückgehen, griff dieser auf Eindrücke aus Recherchereisen für die Fernsehserie Heidi nach Europa zurück sowie auf einen Bildband über italienische Städte und Landschaften. Die Farbgestaltung zeigt warme, sommerliche Töne in den meisten Szenen. Im Kontrast dazu wurden dunkle Farben sowie akzentuierende helle Farben für die Szenen um die dunklen und hellen Seiten der Familie Cagliostro im Schloss verwendet. Für die Kamera war Hirokata Takahashi verantwortlich. Als Produzent fungierte Tetsuo Katayama und ausführender Produzent war Yutaka Fujioka. Für den Schnitt war Masatoshi Tsurubuchi zuständig.
Die Musik für den Film komponierte Yūji Ōno, wie bei fast allen anderen Lupin-Produktionen auch. Es wurden Jazzstücke sowie romantische Orchesterwerke gewählt. Darunter sind auch einige Variationen des Hauptthemas von Lupin III, wie es sich auch in anderen Verfilmungen des Mangas findet. Eingespielt wurde der Soundtrack von You & The Explosion Band, die zuvor bereits die Musik für die zweite Staffel der Lupin-Fernsehserie gespielt hatte. Das Titellied Fire Treasure wurde von Bobby (Toshie Kihara) gesungen.
Der Film zeigt viele Einflüsse aus anderen Filmen und Medien: Unter anderem Über den Dächern von Nizza – die Hochzeit von deren Star Grace Kelly soll ebenfalls Inspiration für Cagliostro gewesen sein – sowie der französische Animationsfilm La Bergere et le Ramoneur. Zu den literarischen Vorlagen gehören neben den Lupin-Romanen La Comtesse de Cagliostro und La Demoiselle aux Yeux Verts von Maurice Leblanc auch weitere: Die Idee des am Grunde eines Sees verborgenen Schatzes stammt vermutlich aus Miyazakis Arbeit an dem Anime Die Schatzinsel von 1971, der auf dem gleichnamigen Roman basiert. Auch Der Gefangene von Zenda hat möglicherweise als Vorlage gedient. So teilt der Roman mit dem Film einen fiktiven europäischen Staat als Schauplatz, eine hoffnungslose Liebe zwischen Prinzessin und Held sowie die wichtige Rolle familiärer (adeliger) Verbindungen. Auch The Clock-Tower Mystery von Edogawa Ranpo gehört zu den Vorlagen der Geschichte. Der Graf wurde nach dem Vorbild von Giuseppi Balsamo gestaltet, einem Münzfälscher, der sich als Graf am Hof Ludwigs XIV ausgab. Die im Lupin-Franchise sonst üblichen Anleihen aus James-Bond-Filmen dagegen wurden von Miyazaki deutlich zurückgenommen und finden sich nur am Anfang und in einigen Jagdszenen. Der Charakter Lupins entspricht eher dem des Gentleman-Diebs, als dem sonst in den Lupin-Filmen zu findenden rücksichtslosen Draufgänger, und der Film als ganzes ist weniger gewaltvoll.

## Synchronisation

Peter Flechtner, Sprecher Lupins in der zweiten Synchronfassung.

Zu diesem Film existieren zwei deutsche Synchronfassungen. Die neue Fassung entstand bei Elektrofilm. Verpflichtet wurden für die Gruppe um Lupin die gleichen Sprecher, die zuvor schon die bei MTV gezeigten Fernsehfilme sprachen. Im Original sind mehrere in Japan bekannte Sprecher beteiligt gewesen, die das Franchise über viele Jahre begleiteten, darunter mit Yasuo Yamada als Lupin die japanische Stimme von Clint Eastwood.
| Rolle                                                                   | Japanischer Sprecher (Seiyū) | Deutscher Sprecher | Deutscher Sprecher   |
| Rolle                                                                   | Japanischer Sprecher (Seiyū) | 1984               | 2006                 |
| ----------------------------------------------------------------------- | ---------------------------- | ------------------ | -------------------- |
| Arsène Lupin III. (1984: Hardyman)                                      | Yasuo Yamada                 | Tommi Piper        | Peter Flechtner      |
| Daisuke Jigen (1984: Dan Dee)                                           | Kiyoshi Kobayashi            | Horst Sachtleben   | Tilo Schmitz         |
| Fujiko Mine (1984: Cathrin)                                             | Eiko Masuyama                | Ingeborg Solbrig   | Ghadah Al-Akel       |
| Goemon Ishikawa XIII                                                    | Makio Inoue                  | 1                  | Peter Reinhardt      |
| Inspektor Zenigata (1984: Ed Scott)                                     | Goro Naya                    | Donald Arthur      | Stefan Staudinger    |
| Clarissa von Cagliostro (1984: Prinzessin Jasmin) im Original: Clarisse | Sumi Shimamoto               | Madeleine Stolze   | Berenice Weichert    |
| Graf Cagliostro                                                         | Tarô Ishida                  | Randolf Kronberg   | Jörg Hengstler       |
| Gustav (1984: Cap)                                                      | Tadamichi Tsuneizumi         | Michael Gahr       | Reinhard Scheunemann |
| Jodo                                                                    | Ichirō Nagai                 | Paul Bürks         | Jan Spitzer          |

1 Alle Szenen mit Goemon wurden aus der ersten Fassung entfernt.

## Veröffentlichungen

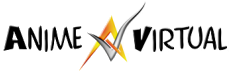
Bei Anime Virtual erschien der Film 2006 erstmals ungeschnitten auf Deutsch

Der Film kam am 15. Dezember 1979 in die japanischen Kinos. Das Titellied des Films wurde bereits vor Kinostart als Single veröffentlicht. Eine Auswahl des Soundtracks erschien am 21. März 1983 als Album, beide bei Columbia. Im Mai 2003 erschien eine überarbeitete Fassung als Album mit allen Titeln aus dem Film sowie einige Stücke, die nicht verwendet worden waren.
Die erste deutsche Fassung wurde für die Kino-Veröffentlichung 1984 erstellt, welche um etwa 16 Minuten gekürzt und unter dem Titel Die Jäger des Cagliostro aufgeführt wurde. Die Kürzungen umfassen unter anderem alle Szenen mit dem Samurai Goemon, um eine Freigabe ab FSK 6 zu erhalten. Die Schnitte sind identisch zu denen der ersten französischen Fassung von 1983. 1987 wurde diese Fassung bei VCL auf VHS als Hardyman räumt auf veröffentlicht. In der Fernsehfassung Hardyman schafft alle – Freiheit für Prinzessin Yasmin in den späteren Jahren fehlten das Intro mit Vorspann- sowie das Abspannlied. Eine zweite Fassung wurde 2006 für die DVD-Auswertung erstellt und ist, im Gegensatz zur ersten, komplett ungeschnitten unter dem Titel Das Schloss des Cagliostro beim Anime-Label Anime Virtual (heute Crunchyroll) erschienen. Im Juli 2011 erschien eine HD-Fassung auf Blu-ray. Die ungekürzte Fassung wurde am 22. April 2022 erstmals auf 7MAXX im deutschen Fernsehen ausgestrahlt. Am 9. April 2024 kehrte eine in 4K restaurierte Fassung in Deutschland auf die Leinwände zurück.
Auf der World Science Fiction Convention in Boston 1980 wurde der Anime erstmals in den USA gezeigt. Nach den Festivalaufführungen wurden einige Szenen in den USA nicht als Film, sondern als Teil des Lupin-Videospiels Cliff Hanger 1983 veröffentlicht. Der Film selbst wurde von Streamline Pictures lizenziert und ab dem 3. April 1991 in New York City im Kino aufgeführt. 1992 folgte die Veröffentlichung auf VHS. Wie die deutsche war auch die englische Fassung stark bearbeitet, insbesondere in den Dialogen. So wurde Lupin nur „der Wolf“ genannt. Später erschien eine originalgetreue Fassung bei Manga Entertainment sowie weitere Neuveröffentlichungen auf DVD und Blu-ray. Der Anime wurde auch in französischer, spanischer, italienischer und portugiesischer Synchronfassung im Fernsehen ausgestrahlt sowie später auf Kaufmedien veröffentlicht. In Italien entstanden, wie in Deutschland und in den USA, mehrere Fassungen der Lokalisation. Weitere Veröffentlichungen des Films geschahen auf Niederländisch und Koreanisch.

## Einordnung in die Filmreihe und das Werk Miyazakis
Das Grundkonzept des Films folgt dem Prinzip der anderen Lupin-III-Geschichten: Lupin reist um die Welt, zieht gemeinsam mit seinen Freunden ausgeklügelte Gaunereien durch und entkommt dabei den Festnahmeversuchen seines Gegenspielers Zenigata von Interpol. Patrick Drazen stellt fest, dass Lupin in diesem Film nicht der übliche „geile Bock“ ist, sondern durch Clarissa, die er bereits als Kind erstmals traf, sich eher wie ein großer Bruder verhält. Daryl Sugat verweist auf Miyazakis Unzufriedenheit mit den Figuren der Vorlage, die er bereits bei seiner Arbeit für die Fernsehserie seinen Vorstellungen angepasst hatte. Bei ihm kann der Held nicht seine Gegner kaltblütig erschießen oder Frauen ausnutzen. Auch Miyazakis Fujiko Mine verlässt sich nicht auf ihre erotischen Reize. Laut Joachim Friedmann habe Miyazaki versucht, der Figur Lupin III mehr Tiefe und neue Facetten zu verleihen – ohne dass der Film so düster wird, wie einige Teile der Fernsehserie zuvor, aber auch ohne ins cartoonhafte abzudriften: Lupin wirke nachdenklich und sehne sich nach Erfüllung, die er in seinen Raubzügen nicht finde. Andrew Osmond verweist auch auf die Rückblicke in Lupins Jugend, in denen er plötzlich wieder wie der Aufreißer aus den übrigen Lupin-Geschichten wirkt – als wäre dies Miyazakis neu geschriebener, reiferer Lupin. Die Figuren seien sanfter als in den übrigen Filmen des Franchises und der Fokus liege auf Lupin und den beiden Frauen; Lupins Kumpane haben nur kleine Nebenrollen. Nach dem Film übernahmen die weiteren Umsetzungen der Figur einiges von Miyazakis Version: Lupin ist stets freundlicher geblieben, als er es vor Cagliostro gewesen war, wenn auch nie wieder so wie in Das Schloss des Cagliostro.
Die Berichte im Magazin Animage, das dem Film viel Platz einräumte, führten zu einem engeren Kontakt zwischen dessen Redakteur Toshio Suzuki und Hayao Miyazaki. Bald erschien auf Suzukis Betreiben im Animage Miyazakis Manga-Serie Nausikaä aus dem Tal der Winde, die von ihm selbst einige Zeit darauf verfilmt werden sollte. Suzuki wurde als Produzent einer der wichtigsten Mitarbeiter und schließlich Vorstand des Studio Ghibli, wo später Miyazakis international erfolgreiche Kinofilme entstanden. In diesem ersten Kinofilm, bei dem Miyazaki Regie führte, findet man viele von ihm später erneut aufgegriffene Ideen, so die Anime Encyclopedia: die europäischen Settings, die naturliebende Prinzessin (Nausikaä) oder die zugewucherten Ruinen (Das Schloss im Himmel). Laut Joachim Friedmann ist der Film mit der Geschichte in einem europäischen Kleinstaat mit Schloss und Fachwerkhäusern typisch für Miyazaki. Als charakteristisch für Miyazakis Stil nennt Dani Cavallaro die ungewöhnlichen, unerwarteten Kameraeinstellungen und ein Augenmerk auf die Bewegungen jeder einzelnen Figur. Das Schloss und die Landschaft seien detailliert und ohne Rücksicht auf architektonischen oder kulturellen Realismus dargestellt, was charakteristisch für einen fernöstlichen, verklärten Blick auf ein romantisches Europa sei. Die Eröffnungsszene mit der Verfolgungsjagd führe den Zuschauer in Charakter und Gemüt der Protagonisten ein.
Auch Thomas Lamarre sieht in dem Film einige später oft verwendete Motive Miyazakis – im Weiteren Sinne die Auseinandersetzung mit der Auswirkung moderner Technologie auf den Menschen – die aber hier noch sehr verspielt eingesetzt werden. Eine Ausnahme ist der Film in Miyazakis Werk, da der Fokus auf einem erwachsenen Mann liegt, während sonst junge Frauen und Mädchen im Zentrum seiner Geschichten stehen, auch wenn Lupin im Vergleich zu den anderen Filmen der Reihe jugendlicher und weichherziger sei. Clarissa wurde zu einer bei Fans beliebten Mädchenfigur, wie Miyazaki sie auch in späteren Filmen schuf und auch sein sowie des Designers Yasuo Otsukas Augenmerk auf schwirrende Fahrzeug(teile) zeige sich in Cagliostro wie auch in vielen von Miyazakis späteren Filmen. In den beiden Frauenfiguren – Clarissa und Fujiko Mine – sieht Patrick Drazen eine Dichotomie, wie sie auch in späteren Filmen des Studio Ghibli wieder auftaucht: Eine Geschichte mit zwei Frauen, davon eine unschuldig und die andere mit dem Leben vertraut. Auch Andrew Osmond sieht diese Ähnlichkeiten und vergleicht Clarisse auch mit Miyazakis viel bekannterer Figur Nausikaä, wobei Clarisse noch viel passiver sei. Cagliostro auf der anderen Seite sei einer der wenigen wirklich markigen Bösewichter Miyazakis. Osmond beschreibt den Film als typisch für Miyazakis frühes Werk: voll Humor und cartoonhaft, wenn auch nicht zu übertrieben. Die Geschichte spielt sich in recht wenigen Schauplätzen ab, die stückweise erkundet würden – insbesondere das Schloss selbst. Die Action stehe im Dienst der Handlung, dennoch sei der Film einer der geradlinigsten, Genrefilm-haftesten Miyazakis. Die Hauptgeschichte verweise als Rettung einer verfolgten Unschuld auf ähnliche Muster in Miyazakis Werken Mirai Shōnen Conan und Das Schloss im Himmel, nur dass hier Erwachsene die Protagonisten sind.

## Rezeption
Beim Mainichi-Filmwettbewerb 1980 gewann der Film den Ōfuji-Noburō-Preis. In Japan spielte der Film 600 Millionen Yen ein. Das Schloss des Cagliostro hatte damit an den japanischen Kinokassen deutlich weniger Erfolg als der erste Lupin-Film. Dennoch wurde der Film von den Lesern des Magazins Animage damals zum besten Anime aller Zeiten gewählt und war für sein Jahr kommerziell erfolgreich. Trotzdem war er der letzte der Reihe für mehrere Jahre – der nächste Lupin-Film folgte erst 1984. Von den Lupin-Fans wurde der Film als zu harmlos und für die Reihe unpassend empfunden. Monkey Punch selbst wiederum lobte, dass Miyazaki mit seinen fünf Charakteren als Zutaten eine eigene Variante mit eigenständiger, unterhaltsamer Geschichte geschaffen habe, wie nur er es könne.
Die erste Aufführung des Films 1980 in den USA erfuhr nicht so große Aufmerksamkeit, wie das Studio es sich erhofft hatte, trug aber doch zur wachsenden, wenn auch damals noch sehr kleinen, Fanszene von Anime in den USA bei. Unter Fans machte später auch das Gerücht die Runde, eine der Schlussszene in Cagliostro ähnliche Glockenturmszene in Disneys Basil, der große Mäusedetektiv sei von Miyazakis Film inspiriert. Andrew Osmond beschreibt den Film als typisch für Miyazakis Frühwerk, humorvoll und cartoonhaft. Die Animationen seien – insbesondere unter Berücksichtigung der kurzen Produktionszeit – ordentlich gelungen und zeigten bereits Miyazakis Können als Regisseur, insbesondere in der Inszenierung von Landschaften, von Action, aber auch bei Spannungsaufbau und der langsamen Etablierung von ausgearbeiteten Charakteren und Spielorten. Die wenigen Schauplätze werden gemeinsam mit dem Zuschauer stückweise erkundet – insbesondere das Schloss selbst. Die Action stehe im Dienst der Handlung und nicht andersherum, wie bei Genrefilmen bisweilen üblich. Dennoch sei der Film einer der geradlinigsten, Genrefilm-haftesten Miyazakis. Die Anime Encyclopedia beschreibt den Film als ausgezeichnet geschriebenes Heist-Movie, mit „chaplinesken“ Duellen und als besten Film der Reihe. Daryl Surat nennt den Anime den wohl unterhaltsamsten Film Miyazakis, da der Fokus der Geschichte nicht auf einer Moral liegt, wie bei ihm sonst üblich, auch wenn diese nicht ganz fehle. Charles Solomon meint, Miyazaki sei durch die Vorgaben des Franchises zwar spürbar eingeschränkt, habe dem Konzept aber erfolgreich neues Leben und den Charakteren neue Facetten einhauchen können. Obwohl es Miyazakis erste Regiearbeit fürs Kino war, habe er die langgezogenen Actionszenen ausdrucksstark inszeniert und zwischen all das Chaos und die Action auch ruhige, nachdenkliche Szenen gelegt, für die Miyazaki geschätzt wird.
Cineastisch biete der Film „viele ungewöhnliche Einfälle und Szenen“, so besonders das Ende zwischen den Zeigern der Turmuhr, schreibt Joachim Friedmann. Cagliostro sei aus heutiger Sicht besonders gelungen, ein „würdiger Erstling“ Miyazakis und einer der schönsten Lupin-Filme. Die deutsche Zeitschrift Animania nennt den Film einen „charmanten Klassiker“ mit „hochwertiger Animation“, die auch nach Jahrzehnten nicht angestaubt seien, und „wundervollen Hintergründen“. Mit exzellentem Story-Aufbau und flüssig erzählt präsentiere sich ein Mix aus „abenteuerlicher Action mit Comedy-Elementen“. Auch Schnitt und Musik harmonierten perfekt. Im Gegensatz zu späteren Filmen Miyazakis biete Cagliostro aber – außer ein paar Seitenhieben auf korrupte Politiker – keine tiefgründigen Botschaften.